# Whitgift School
Whitgift School ist eine unabhängige Tagesschule für rund 1200 Jungen im Alter zwischen 10 und 18 Jahren in einer Parklandschaft im Londoner Stadtbezirk South Croydon.

## Geschichte und Gebiet
Die Schule wurde 1596 vom Erzbischof von Canterbury John Whitgift gegründet und ist Teil der Whitgift-Stiftung mit Trinity School of John Whitgift und  Old Palace School of John Whitgift.
1931 zog die Schule an den heutigen Standort Haling Park, der einstigen Heimat von William Howard, 1. Baron Howard of Effingham, dem Lord High Admiral der Flotte gegen die Spanische Armada. Ein Modell der Ark Royal, das deutlich auf der Spitze der „großen Schule“ (die Aula) zu sehen ist, ist eine Erinnerung an die Geschichte des Ortes. Anbauten seit dem 400. Jahrestag der Schule sind ein Labyrinth im Garten des Gründers, ein Vogelhaus, ein Gehäuse für rote Eichhörnchen, Seen und eine Sportanlage.
Whitgift ist in der Umgebung mit ihrer Vielzahl von Tieren, vor allem den Pfauen, die die Anlage seit den 1930er Jahren zieren, berühmt. Im Jahr 2005 besuchte David Attenborough die Schule, um die Seen zu eröffnen. In deren Umgebung befinden sich auch zwei Albino-Wallabys (ein Geschenk der Queen, als im Jahr 2002 die Seen wieder eröffnet wurden,) und verschiedene Wasservögel, beispielsweise Hawaiigänse, die der Zoo erfolgreich gezüchtet hat.

## Bildung
Seit 2005 kann an der Whitgift das International Baccalaureate abgelegt werden, angeboten für die sechste Klasse als Alternative zu den A-Levels.

## Schulleitung
- Christopher A Barnett

## Bekannte Absolventen
- Stafford Beer, Kybernetik-Experte, Unternehmer und Autor
- Peter Bourne, Arzt, Anthropologe, Biograph, Autor und internationaler Beamter
- Derren Brown, Illusionist
- Danny Cipriani, Rugbyspieler
- Roberta Cowell, Jagdpilot(in) und Rennfahrerin (nach Transition)
- Lord Diplock, Richter und Law Lord
- Robert Dougall, BBC Newsreader und Präsident der Royal Society for Protection of Birds (RSPB)
- Jamal Musiala, Fußballspieler
- Tom White, Rugbyspieler
- Kit Connor, Schauspieler